# 天神神社 (瑞穂市)
天神神社（てんじんじんじゃ）は、岐阜県瑞穂市居倉にある神社である。旧社格は郷社。倭姫命が滞在した「伊久良河宮（いくらがわのみや）」の跡とされ、元伊勢の一つとなっている。

## 祭神
- 高皇産霊神
- 神皇産霊神

## 歴史
『倭姫命世記』によれば、垂仁天皇10年、倭姫命が天照大神の御霊代を祀る地を探し、淡海国坂田宮より美濃国伊久良河の地にたどり着き、この地に4年滞在したと伝えるが、当神社はこの時伊久良河宮としてこの地に宮殿が造られたのが始まりと伝えられ、また本殿右にある御船代石（みふなしろいし）はその時に天照大神の神輿を安置した跡とも伝える。ちなみにその後、倭姫命は生津から2艘の木船で川を下り、尾張国神戸（現一宮市）にたどり着き、中島宮に滞在することとなる（『世記』）。
社伝によれば、社殿建立以前は一帯が禁足地とされ、御船代石を憑代に祭祀が行われていたというが、御船代石の周囲からは神獣文鏡6面や硬玉製を始めとする30個余りの勾玉が出土しており、古代の祭祀遺跡であると見られている。
江戸時代には旗本の青木氏の崇敬を受け、現在の本殿は元禄年間（1688年 - 1704年）の造替である。明治以前は「伊久良河宮　天神宮」や「天津神神社」とも呼ばれていたが、明治6年（1873年）、「天神神社」に改称して郷社に列した。

## 境内社
御船代石周辺に2社が鎮座し、それぞれ伊勢神宮の分霊と倭姫命を祀っている。

## 文化財
- 天神神社本殿（市指定文化財）[1]
- 伊久良河宮跡（市指定史跡）[2]
- タブノキ（市指定文化財）[1]

## 所在地
- 岐阜県瑞穂市居倉
  - 周囲の道路は狭く入り組んでいる。居倉公民館、念徳寺が目印。

## 交通アクセス
- 樽見鉄道美江寺駅より徒歩約30分。
- 東海道本線穂積駅より瑞穂市コミュニティバスみずほバスにて「本田・唐栗線」の「居倉公民館」下車徒歩1分。
- 岐阜県道92号岐阜巣南大野線田之上赤宮交差点より北上、約1.5km。

## その他
西には、この地域で多く栽培される柿の一種である富有の原木があり、「富有柿発祥の地の碑」の記念碑がある。